# 兵庫県立阪神特別支援学校
兵庫県立阪神特別支援学校（ひょうごけんりつ はんしんとくべつしえんがっこう）は、兵庫県西宮市田近野町にある県立特別支援学校。知的障害がある児童・生徒を教育対象とする。

## 設置学部
- 小学部
- 中学部
- 高等部
- 分教室

### 分教室所在地

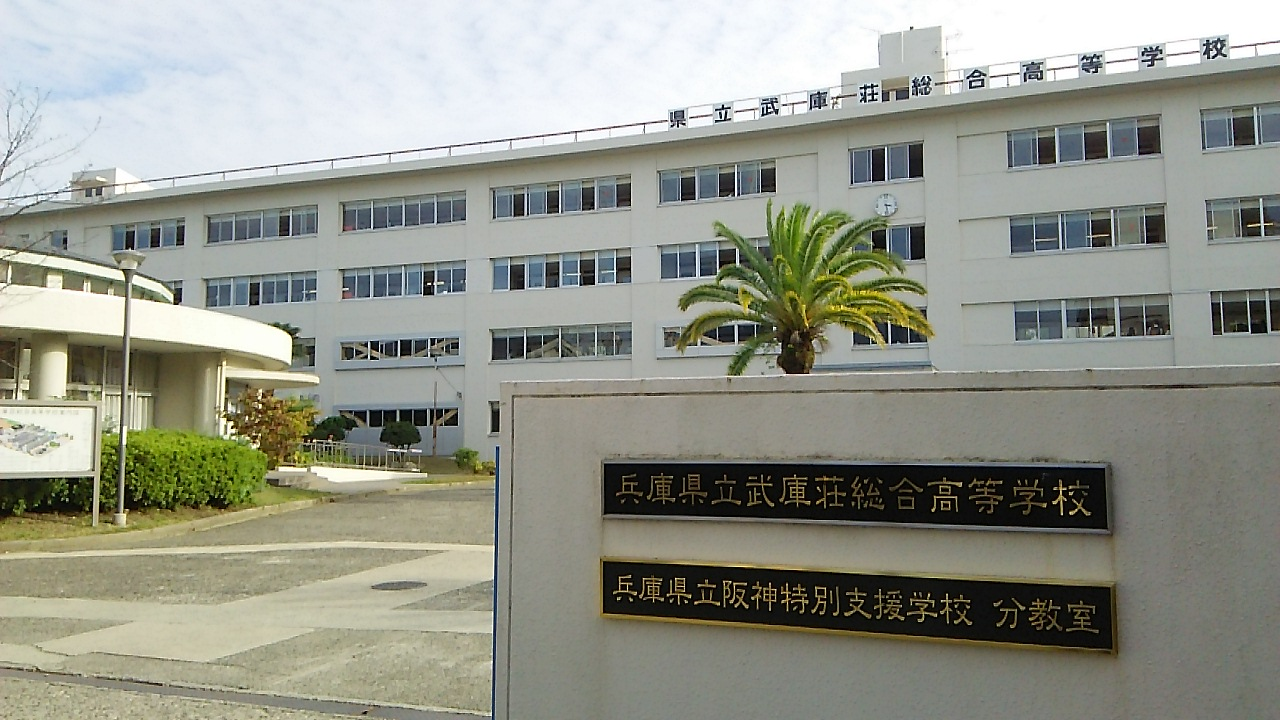
兵庫県立阪神特別支援学校 分教室（校門の外から撮影）

- 兵庫県尼崎市武庫之荘八丁目31−1（兵庫県立武庫荘総合高等学校内）

## 歴史
- 1965年（昭和40年）5月1日 - 尼崎市立尼崎第二養護学校設置。尼崎市立金楽寺小学校の一部を仮校舎として開校。
- 1968年（昭和43年）4月3日 - 尼崎市西昆陽字田近野1-33に校舎新築移転する。補修科新設。
- 1969年（昭和44年）4月1日 - 高等部別科設置。補修科を廃止。尼崎市・西宮市間の土地交換により，所在地が西宮市域となる。
- 1970年（昭和45年）5月4日 - 阪神養護学校組合設立。同年6月7日、阪神養護学校組合事務局を西宮市役所内に開設。
- 1972年（昭和47年）3月31日 - 高等部本科設置認可。高等部別科廃止。同年4月1日、阪神養護学校組合立阪神養護学校設置。尼崎市立尼崎第二養護学校を阪神養護学校に統合。
- 1975年（昭和50年）1月1日 - 県立移管により兵庫県立阪神養護学校と校名変更。
- 1978年（昭和53年）4月1日 - 兵庫県立こやの里養護学校新設に伴い、校区の一部を分離。
- 1979年（昭和54年）4月1日 - 砂子療育園の訪問教育を開始。
- 1981年（昭和56年）6月22日 - 仮設校舎（プレハブ2棟）用途廃止。社教文化財課へ管理換。
- 1990年（平成2年）1月1日 - 尼崎市南城内11番（尼崎市立城内中学校に併設）に兵庫県立阪神養護学校尼崎分校設置。同年4月1日開校。
- 1996年（平成8年）3月31日 - 兵庫県立阪神養護学校尼崎分校閉校。翌日より兵庫県立高等特別支援学校として三田市に事実上移転独立。
- 1998年（平成10年）3月31日 - エレベーター設置工事完成。同年4月1日、訪問学級に高等部設置。
- 2007年（平成19年）4月1日 - 校名を兵庫県立阪神特別支援学校に変更。
- 2010年（平成22年）4月1日 - 兵庫県立芦屋特別支援学校新設に伴い、通学区域を変更。同時に、砂子訪問教室を、同校へ移管。また、新たに、在宅訪問教育を開始。
- 2014年（平成26年）11月12日 - 創立50周年（県立移管40周年）を祝う会を挙行。
- 2015年（平成27年）4月1日 - 兵庫県立武庫荘総合高等学校内に分教室を設置。

## 通学区域
- 尼崎市
- 西宮市（ななくさ学園入所者）